# Nelson’s Dockyard
Nelson’s Dockyard ist eine historische Hafenanlage und Schiffswerft in English Harbour, an der Südküste der Karibikinsel Antigua. Die Anlage ist Teil des Nelson’s Dockyard National Park, der auch Clarence House und die Shirley Heights umfasst und seit 2016 zum UNESCO-Weltkulturerbe gehört. Benannt wurde der Dockyard nach Admiral Horatio Nelson, der von 1784 bis 1787 in der königlichen Marinebasis lebte.
Nelson’s Dockyard gehört als Ortslage (Village) zu English Harbour-Middle Ground im Parish of St. Paul.

## Geschichte
Der hurrikansichere Naturhafen wurde 1671 erstmals von den Engländern benutzt. 1725 entstanden erste Gebäude, und ab 1743 wurde der Kriegshafen intensiv ausgebaut.
Im 18. und 19. Jahrhundert galt er als der bedeutendste Marinestützpunkt Großbritanniens auf den Kleinen Antillen, um die hiesigen Kolonien sowie die Handelsschiffe vor Angriffen zu schützen. Während der Napoleonischen Kriege der 1800er und 1810er war er Nelsons Hauptstützpunkt in der Karibik.
In den 1950ern nahm sich der Verein Friends of English Harbours der Anlage an, 1961 wurde sie wiedereröffnet. Heute wird sie von National Parks Antigua (NPA) betreut.
Die einstigen Werkstätten, Wohn- und Lagerhäuser werden heute nach liebevoller Restaurierung touristisch genutzt, unter anderem als Hotel und exklusiver Yachthafen. Die heute zu besichtigenden Bauten stammen durchwegs aus der Zeit 1785–1792.
Das Areal zählt heute zu den größten Freilichtmuseen der Karibik und kann täglich besichtigt werden. Die jährlich stattfindende Antigua Sailing Week findet vor dem Hafen statt.

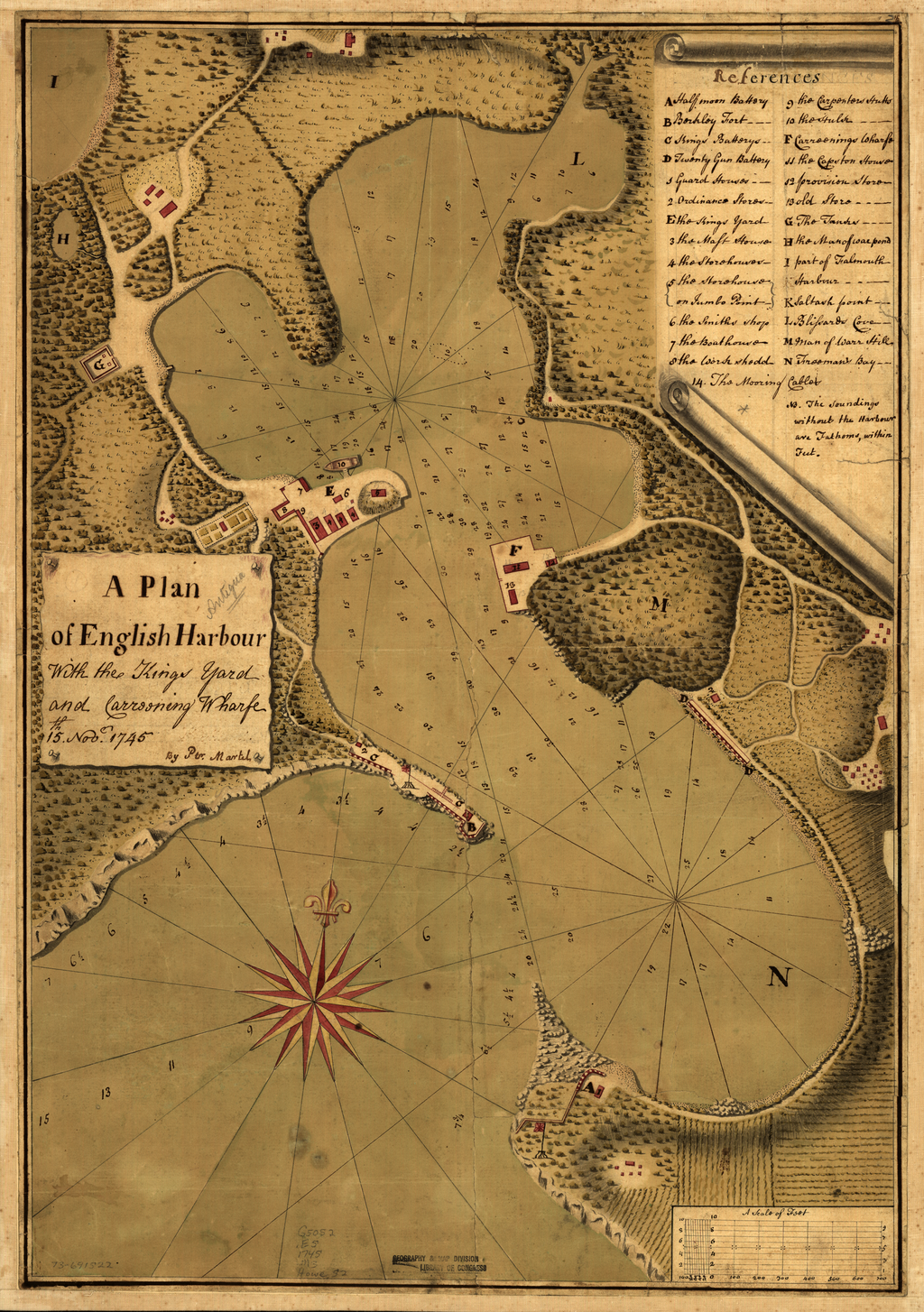
A Plan of English Harbour, 1745

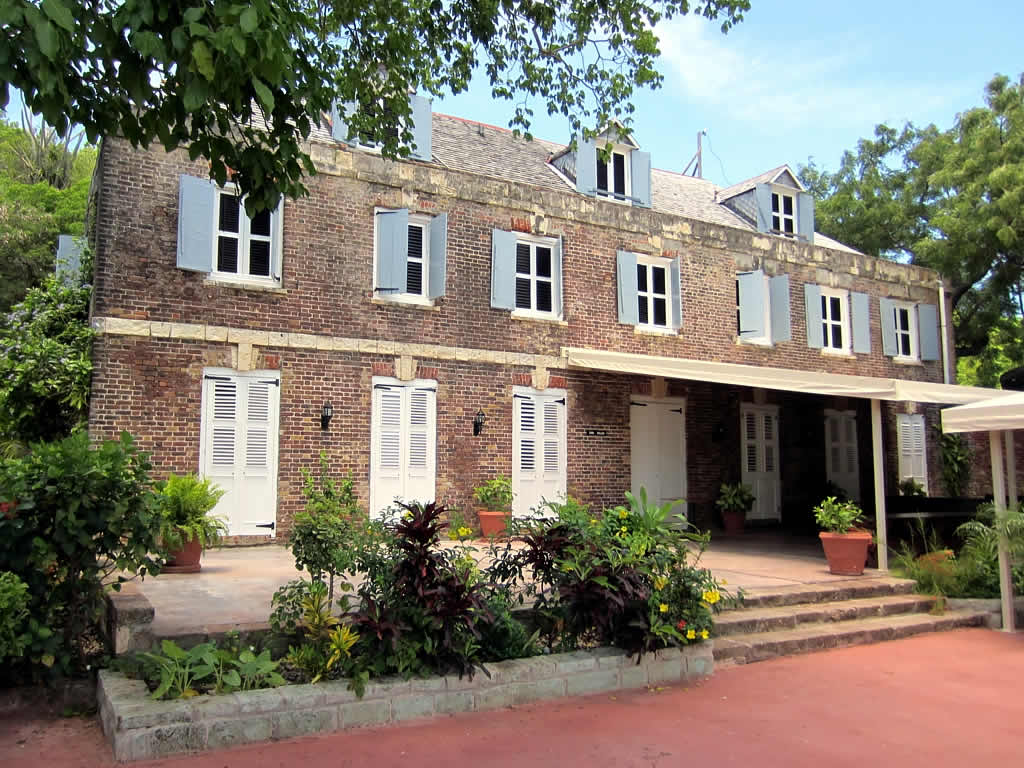
Admirals Inn
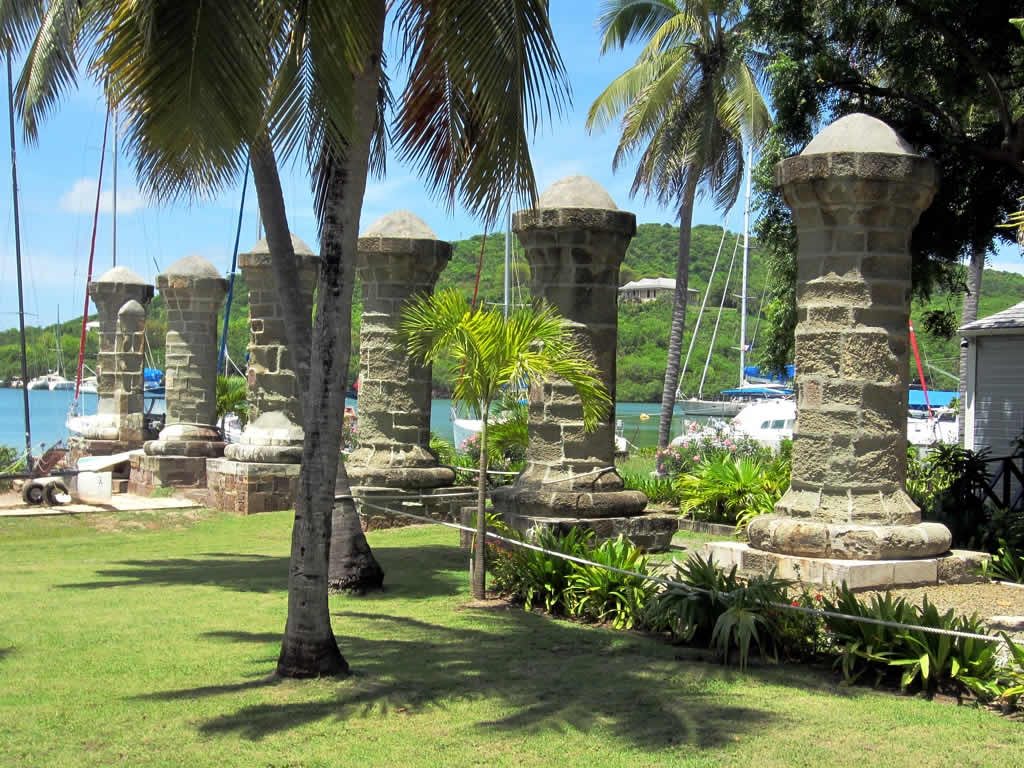
Boat House Pillars
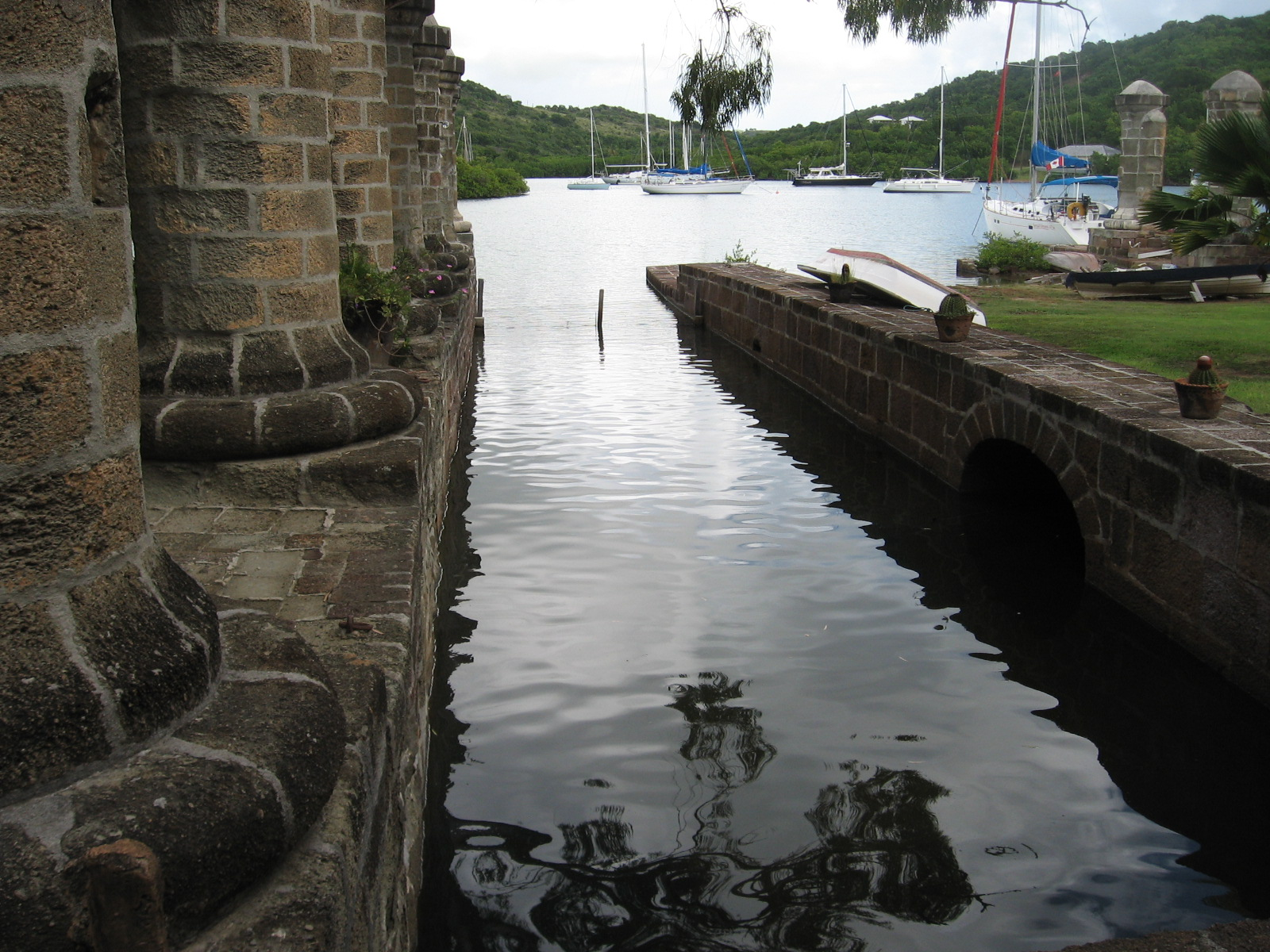
Dock